# Landgericht Dresden

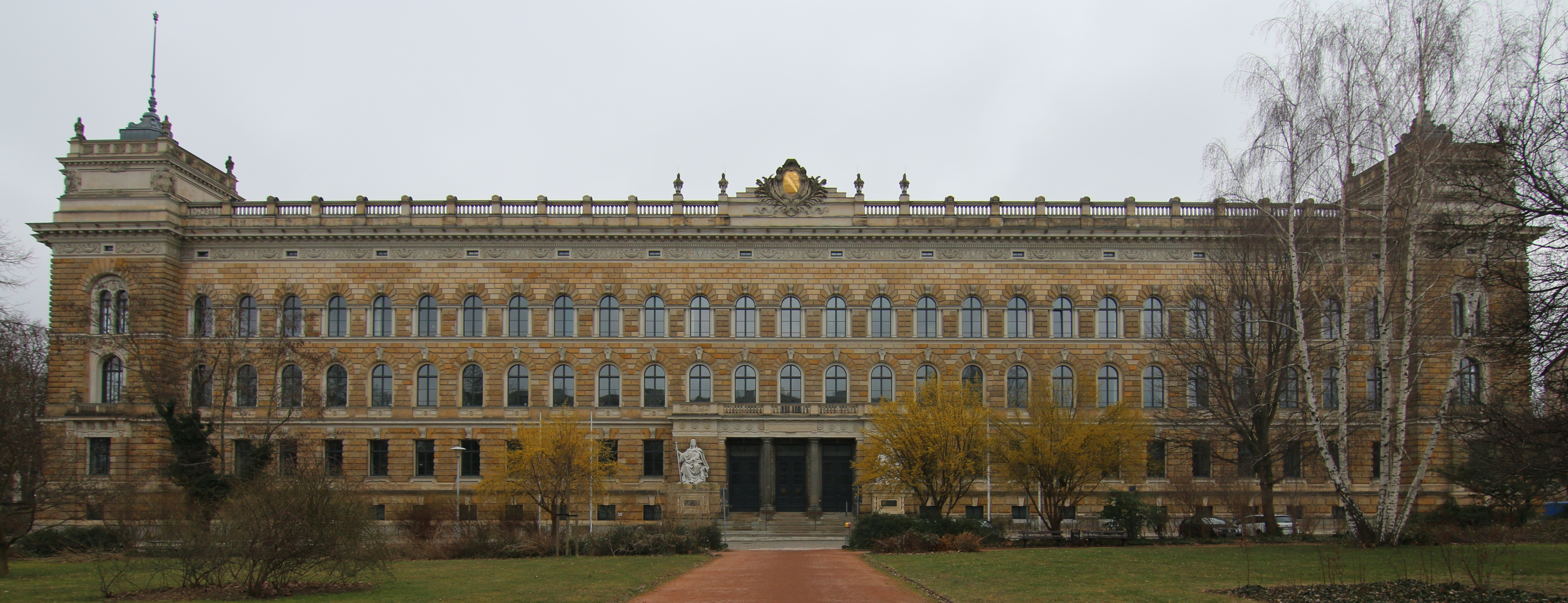
Landgericht Dresden (2016)

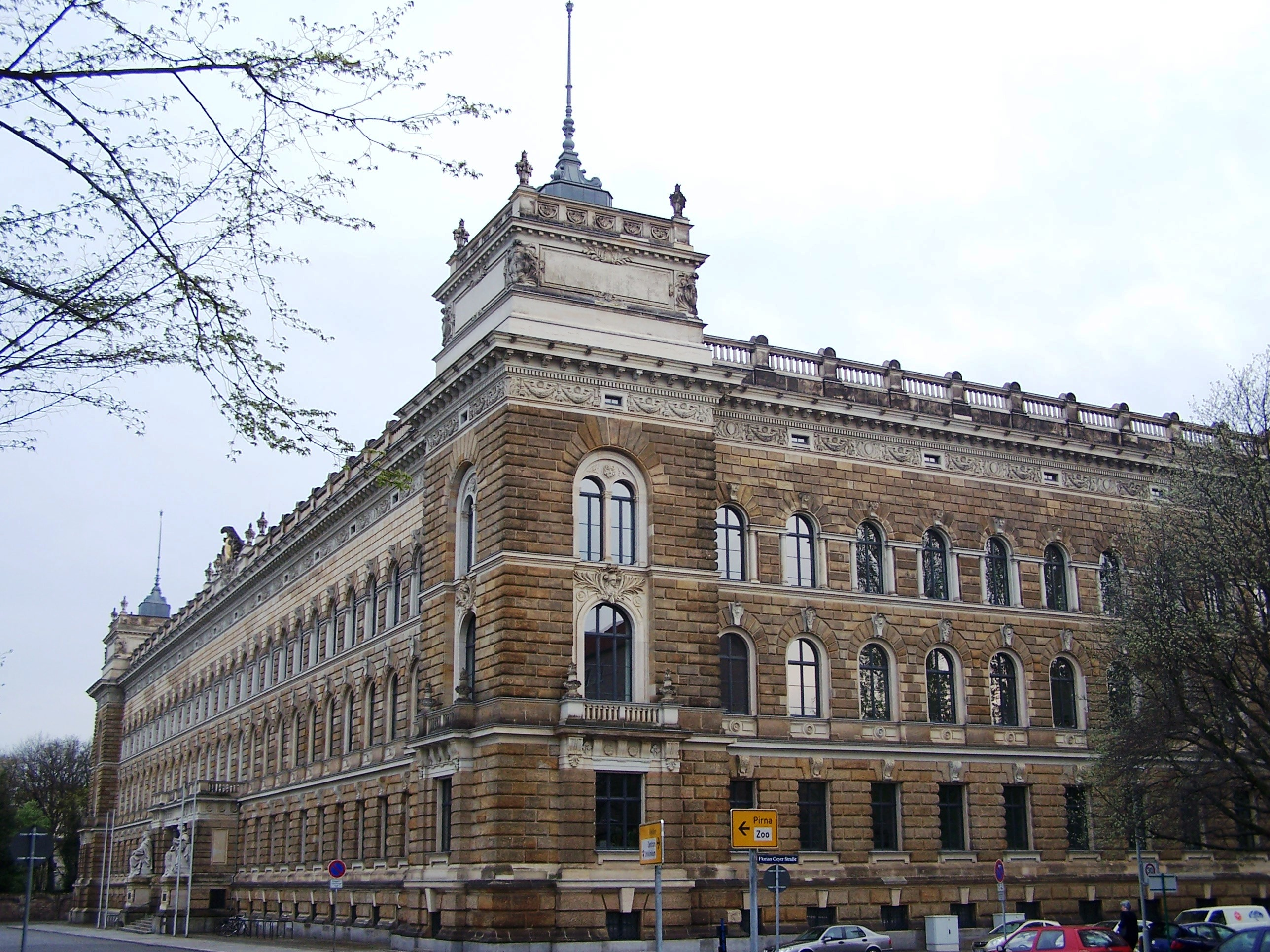
Blick von Norden aus Richtung Sachsenplatz auf das Amtsgerichtsgebäude, in dem das Landgericht Dresden untergebracht ist

Das Landgericht Dresden ist ein Gericht der ordentlichen Gerichtsbarkeit des Freistaats Sachsen.

## Gerichtssitz und -bezirk
Das Landgericht befindet sich in der Lothringer Straße 1, 01069 Dresden. Der Gerichtsbezirk erstreckt sich über die Stadt Dresden und die Landkreise Meißen und Sächsische Schweiz-Osterzgebirge.

## Über- und nachgeordnete Gerichte
Dem Landgericht Dresden sind das Oberlandesgericht Dresden und sodann der Bundesgerichtshof übergeordnet. Nachgeordnet sind die Amtsgerichte Dippoldiswalde, Meißen, Pirna und Riesa.

## Geschichte
In Dresden bestand 1835 bis 1879 das Appellationsgericht Dresden als Instanzengericht. Dieses war eines von vier sächsischen Appellationsgerichten gewesen.
In Sachsen wurde zur Ausführung der Reichsjustizgesetze im „Gesetz Nr. 17, Bestimmungen zur Ausführung des Gerichtsverfassungsgesetzes vom 27. Januar 1877 und über die Zuständigkeit der Gerichte in Sachen der nichtstreitigen Gerichtsbarkeit enthaltend“ vom 1. März 1879 das Oberlandesgericht Dresden, die Landgerichte, darunter das Landgericht Dresden und die Amtsgerichte eingerichtet.
Die „Verordnung, die mit dem 1. Oktober 1879 in Wirksamkeit tretenden Gerichte betreffend“ vom 28. Juli 1879 legte den Landgerichtsbezirk Dresden fest. Dieser umfasste die Bezirke der Amtsgerichte Altenberg, Döhlen, Dresden, Großenhain, Königstein, Lauenstein, Lommatzsch, Meißen, Pirna, Radeberg, Radeburg, Riesa, Schandau und Wilsdruff umfasste.
Das Landgericht Dresden nahm am 1. Oktober 1879, als die einheitlichen Reichsjustizgesetze in Kraft traten, seine Arbeit auf. Ab jenem Tag bestanden unter anderem auch das Reichsgericht in Leipzig und das Oberlandesgericht Dresden. Erster Landgerichtspräsident wurde der ehemalige Bezirksgerichtsdirektor und Geheime Justizrat Carl Louis Wehinger, der bis 1895 im Amt blieb. In dieser Zeit waren dem Landgericht 14 Amtsgerichte nachgeordnet.
Sitz des Landgerichts wie auch des Oberlandesgerichts war ab 1879 das Landgerichtsgebäude Pillnitzer Straße in der Pirnaischen Vorstadt, an das sich unmittelbar die Haftanstalt Mathildenstraße anschloss. Dieses Bauwerk, das sich nur 500 Meter südwestlich des heutigen Landgerichts befand, war 1876 bis 1878 nach Entwürfen von Carl Adolph Canzler, des späteren Architekten des Albertinums, errichtet worden. Es wurde schließlich 1945 durch die Luftangriffe auf Dresden zerstört und später abgerissen.
Seit 1907 hatten die Strafkammern des Gerichts ihren Sitz im Königlich-Sächsischen Landgerichtsgebäude am Münchner Platz, das auch als Hinrichtungsstätte diente.
Nach dem Zweiten Weltkrieg arbeitete das Landgericht Dresden im Gegensatz zu den meisten Behörden als Organisation wenig verändert weiter. Im Laufe des Krieges waren jedoch einige Amtsgerichte aufgehoben oder in Zweigstellen umgewandelt worden. Damit bestanden im Gerichtsbezirk zum 1. Juli 1947 folgende Amtsgerichte: Dippoldiswalde, Dresden, Freital, Großenhain, Lauenstein (Sachs.) (Z), Lommatzsch (Z), Meißen, Neustadt (Sachs.) (Z), Pirna, Radeberg, Radebeul, Radeburg (G), Riesa. Bad Schandau (Z), Sebnitz, Stolpen (Sachs.) (G), Tharandt (Z), Wilsdruff (Z) (Z = Zweigstelle, G = auf Gerichtstage begrenzt).
Im Jahr 1952 wurden die Landgerichte im Gebiet der DDR aufgehoben und die Gerichtsbarkeit durch die Errichtung von Kreis- und Bezirksgerichten neu organisiert. Das Bezirksgericht Dresden hatte noch bis 1956 seinen Sitz am Münchner Platz; heute befindet sich dort die Gedenkstätte Münchner Platz Dresden. Anschließend bezog das Bezirksgericht das ehemalige Amtsgerichtsgebäude in der Lothringer Straße 1.
Am 1. Januar 1993 wurde das Landgericht Dresden wieder eingerichtet. Es ging aus dem Bezirksgericht hervor.

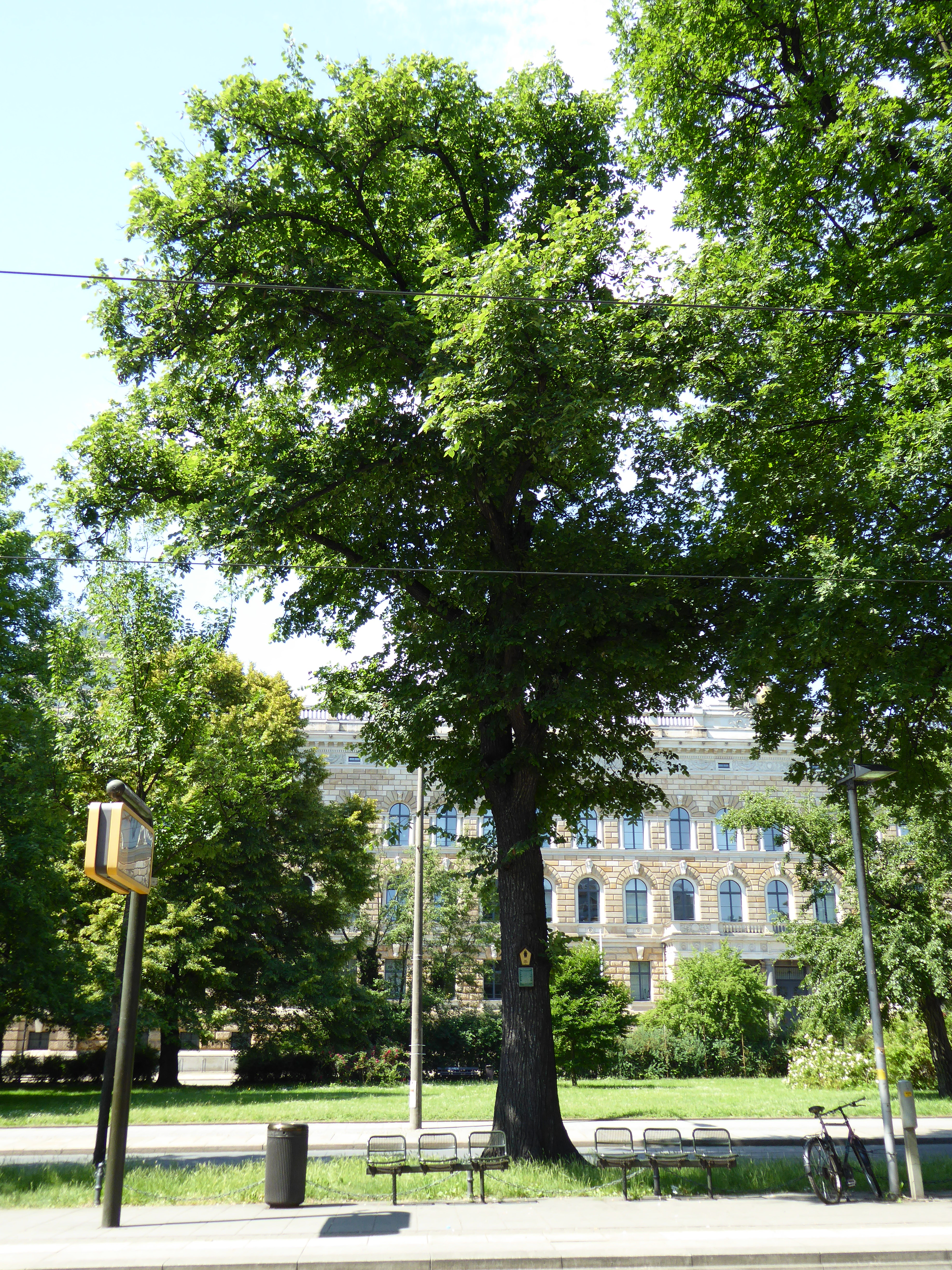
Naturdenkmal Flatter-Ulmen am Sachsenplatz, im Hintergrund der Marwa-El-Sherbini-Park am Landgerichtsgebäude

Am 1. Juli 2009 kam es im Landgericht Dresden zu einem aufsehenerregenden Vorfall: In einem strafrechtlichen Berufungsverfahren griff der Angeklagte Alex Wiens die aus Ägypten stammende Belastungszeugin Marwa El-Sherbini mit einem Messer an und tötete sie. Vom 26. Oktober bis 11. November 2009 fand im selben Gebäude die Hauptverhandlung gegen den Täter statt und endete mit der Verurteilung wegen Mordes an Marwa El-Sherbini und versuchten Mordes an ihrem Ehemann zu einer lebenslangen Freiheitsstrafe mit Feststellung der besonderen Schwere der Schuld. Die Grünfläche vor dem Gerichtsgebäude trägt seit 2022 den Namen Marwa-El-Sherbini-Park.

## Präsident
Präsident des Landgerichts Dresden war bis zu dessen Ernennung zum Generalstaatsanwalt des Freistaates Sachsen zum 1. Februar 2022 Martin Uebele. Sein Nachfolger wurde zum 1. April 2023 Klaus Rövekamp. Den Posten der Vizepräsidentin bekleidet Stefanie Vossen-Kempkens.